# Lituania la Concursul Muzical Eurovision
Lituania a participat la  Concursul Muzical Eurovision de 25 ori, debutând în anul 1994. Spre deosebire de celelalte țări baltice, care au reușit să câștige concursul, cel mai bun rezultat al Lituaniei a fost un loc 6, în 2006, cu piesa "We Are The Winners" interpretată de LT United.

## Participări

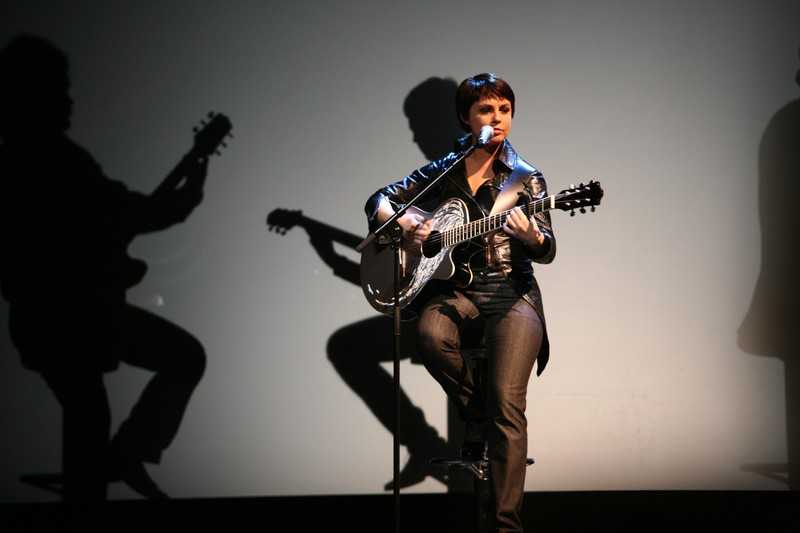
4Fun la Helsinki (2007)

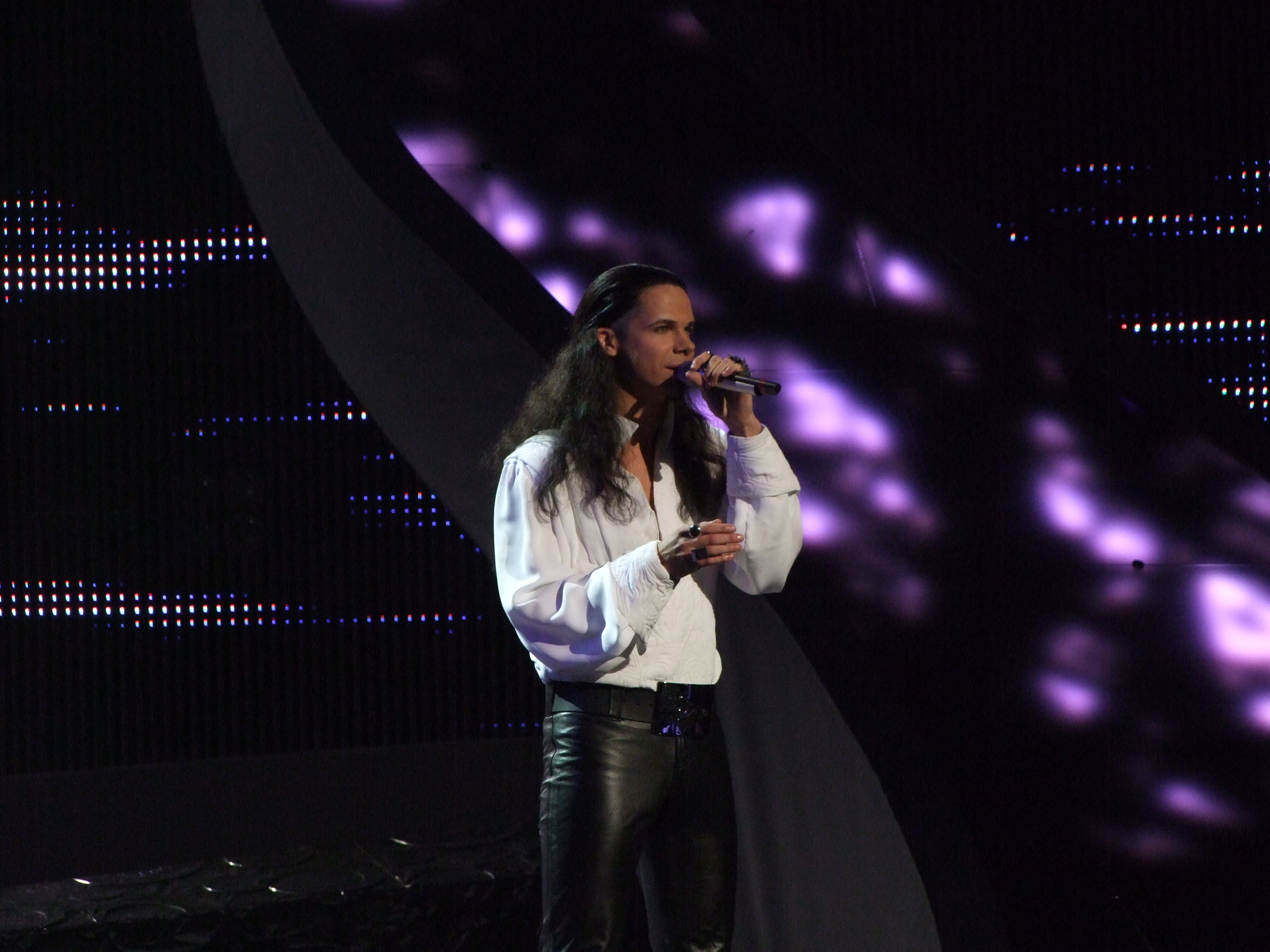
Jeronimas Milius la Belgrad (2008)

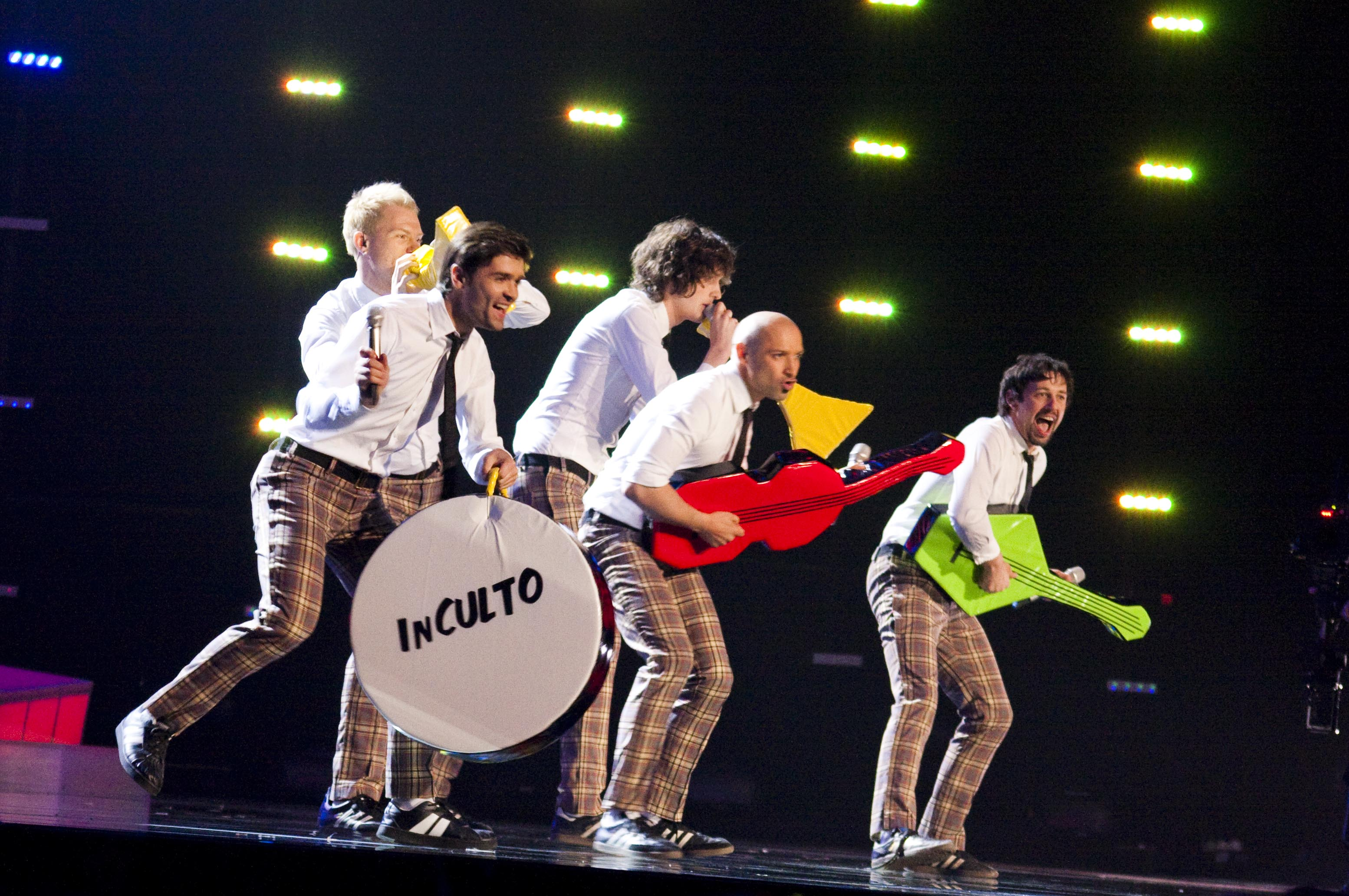
Inculto la Oslo(2010)

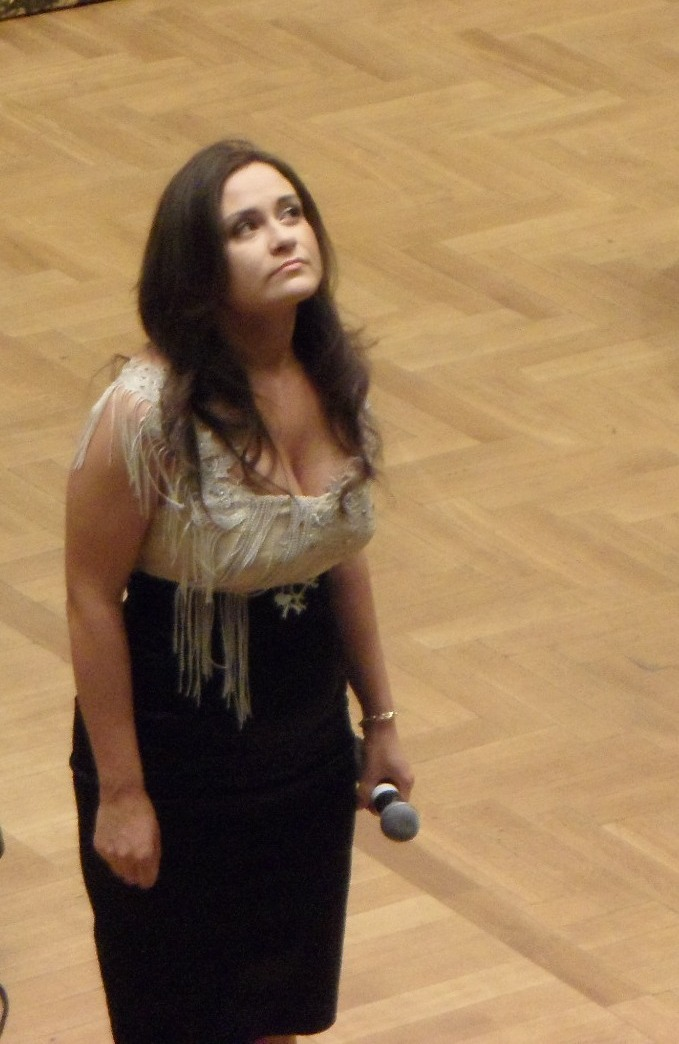
Evelina Sašenko la Düsseldorf (2011)

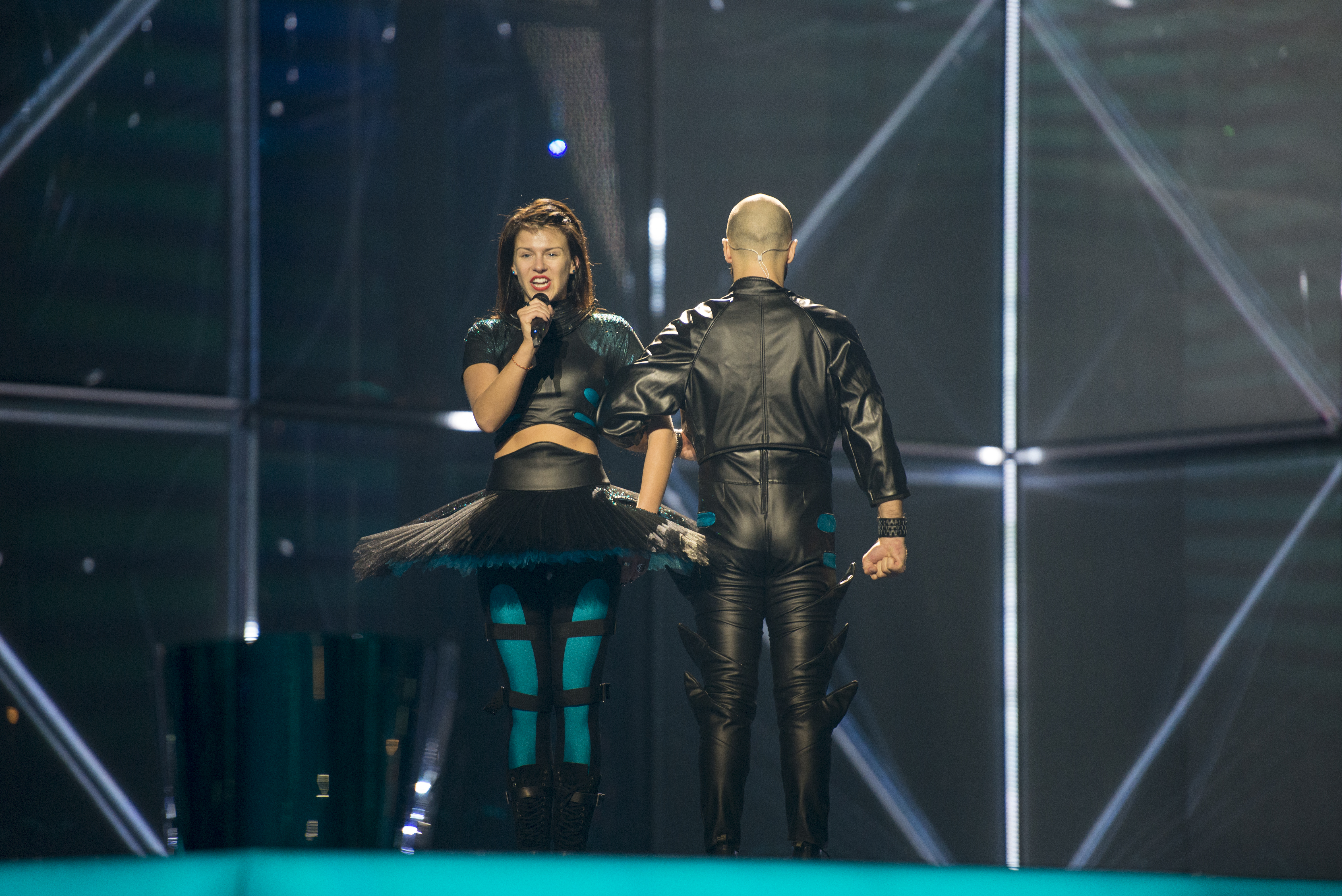
Vilija Matačiūnaitė la Copenhaga (2014)

| An   | Gazda      | Artist                           | Titlu                              | Finala           | Puncte           | Semi-finală        | Puncte             |
| ---- | ---------- | -------------------------------- | ---------------------------------- | ---------------- | ---------------- | ------------------ | ------------------ |
| 1994 | Dublin     | Ovidijus Vyšniauskas             | "Lopšinė mylimai"                  | 25               | 0                | Fără semi-finale   | Fără semi-finale   |
| 1999 | Ierusalim  | Aistė                            | "Strazdas"                         | 20               | 13               | Fără semi-finale   | Fără semi-finale   |
| 2001 | Copenhaga  | SKAMP                            | "You Got Style"                    | 13               | 35               | Fără semi-finale   | Fără semi-finale   |
| 2002 | Tallinn    | Aivaras                          | "Happy You"                        | 23               | 12               | Fără semi-finale   | Fără semi-finale   |
| 2004 | Istanbul   | Linas and Simona                 | "What's Happened To Your Love?"    | Nu s-a calificat | Nu s-a calificat | 16                 | 26                 |
| 2005 | Kiev       | Laura și The Lovers              | "Little by Little"                 | Nu s-a calificat | Nu s-a calificat | 25                 | 17                 |
| 2006 | Atena      | LT United                        | "We Are the Winners"               | 6                | 162              | 5                  | 163                |
| 2007 | Helsinki   | 4Fun                             | "Love or Leave"                    | 21               | 28               | Top 10 anul trecut | Top 10 anul trecut |
| 2008 | Belgrad    | Jeronimas Milius                 | "Nomads in the Night"              | Nu s-a calificat | Nu s-a calificat | 16                 | 30                 |
| 2009 | Moscova    | Sasha Son                        | "Love"                             | 23               | 23               | 9                  | 66                 |
| 2010 | Oslo       | InCulto                          | "Eastern European Funk"            | Nu s-a calificat | Nu s-a calificat | 12                 | 44                 |
| 2011 | Düsseldorf | Evelina Sašenko                  | "C'est ma vie"                     | 19               | 63               | 5                  | 81                 |
| 2012 | Baku       | Donny Montell                    | "Love Is Blind"                    | 14               | 70               | 3                  | 104                |
| 2013 | Malmö      | Andrius Pojavis                  | "Something"                        | 22               | 17               | 9                  | 53                 |
| 2014 | Copenhaga  | Vilija Matačiūnaitė              | "Attention"                        | Nu s-a calificat | Nu s-a calificat | 11                 | 36                 |
| 2015 | Viena      | Monika Linkyte și Vaidas Baumila | "This Time"                        | 18               | 30               | 7                  | 67                 |
| 2016 | Stockholm  | Donny Montell                    | "I've Been Waiting for This Night" | 9                | 200              | 4                  | 222                |
| 2017 | Kiev       | Fusedmarc                        | "Rain Of Revolution"               | Nu s-a calificat | Nu s-a calificat | 17                 | 42                 |
| 2018 | Lisabona   | Ieva Zasimauskaite               | "When We're Old"                   | 12               | 181              | 9                  | 119                |
| 2019 | Tel Aviv   | Jurijus                          | "Run with the Lions"               | Nu s-a calificat | Nu s-a calificat | 11                 | 93                 |
| 2020 | Rotterdam  | The Roop                         | "On Fire"                          | Anulat           | Anulat           | Anulat             | Anulat             |
| 2021 | Rotterdam  | The Roop                         | "Discoteque"                       | 8                | 220              | 4                  | 203                |
| 2022 | Torino     | Monika Liu                       | "Sentimentai"                      | 14               | 128              | 7                  | 159                |
| 2023 | Liverpool  | Monika Linkytė                   | "Stay"                             | 11               | 127              | 4                  | 110                |
| 2024 | Malmö      | Silvester Belt                   | "Luktelk"                          | 14               | 90               | 4                  | 119                |
| 2025 | Basel      | Katarsis                         | "Tavo akys"                        | 16               | 96               | 6                  | 103                |